# فرودگاه ریس موریلو
 فرودگاه ریس موریلو (به انگلیسی: Reyes Murillo Airport) یک فرودگاه همگانی با کد یاتا NQU است که یک باند فرود آسفالت دارد. این فرودگاه در کشور کلمبیا قرار دارد .

## شرکت‌های هواپیمایی و مقصدهای پروازی
| شرکت‌های هواپیمایی | مقصدهای پروازی |
| ----------------- | -------------- |
| ساتنا             | ال کرانو       |